# Tweede Vooruitgangstraat
De Tweede Vooruitgangstraat is een woonstraat in de Noord-Hollandse stad Haarlem. De straat is gelegen in de Oude Amsterdamsebuurt, onderdeel van de Amsterdamsewijk in Haarlem-Oost.

## Geschiedenis

### Totstandkoming
De woningen in de straat zijn tussen 1899 en 1908 gebouwd. Voor het bouwen van de woningen leende de nabijgelegen spoorwerkplaats aan de Oudeweg van de Hollandsche IJzeren Spoorweg-Maatschappij (HIJSM) geld aan de woningbouwverenigingen. Zij had redelijkerwijs belang bij de huisvesting van haar werknemers. Tussen 1978 en 1984 werd de straat opnieuw ingericht, wat het een van de eerste woonerven in Haarlem maakte.

### Bombardement van 1943
Tijdens de Tweede Wereldoorlog poogden twaalf Lockheed Ventura’s van de Engelse Royal Air Force (RAF) de Centrale Werkplaats van de Nederlandse Spoorwegen aan de Oudeweg te bombarderen. De bedoeling was om het daar aanwezige materiaal onbruikbaar te maken voor de Duitse bezetter. Tussen het moment van verkenning en het moment van bombarderen veranderde de windrichting waardoor zestien (brand)bommen op 16 april 1943 hun doel misten. Twee bommen kwamen terecht in de Tweede Vooruitgangstraat en verwoestten daar vier woningen.

## Kinderboerderij Het Nijmanshofje
De woningen die door het bombardement verwoest waren – huisnummer 18, 20, 22 en 24 – zijn niet herbouwd. In 1974 lieten de bewoners van het naastgelegen huis, de familie Nijman, een geit grazen op de onbebouwde grond. Dit is uitgegroeid tot kinderboerderij Het Nijmanshofje.

## Monument
Op initiatief van de wijkraad Amsterdamsebuurt werd in 2013 een monument ter nagedachtenis aan het bombardement gemaakt. Dit monument werd geplaatst op de hoek van de Teding van Berkhoutstraat en de Jan Frederik Helmersstraat. Vanwege nieuwbouw daar werd het monument in 2015 verplaats naar Het Nijmanshofje in de Tweede Vooruitgangstraat. In 2020 werd het monument opnieuw verplaatst. Ditmaal naar het Nagtzaamplein, waar het prominenter in de wijk is komen te liggen.